# Mount Vernon (Ohio)
Mount Vernon – miasto w Stanach Zjednoczonych, w stanie Ohio, leżące około 50 km od stolicy stanu Columbus, nad rzeką Ohio.
Liczba mieszkańców w 2000 roku wynosiła 14 642.

## Klimat
Miasto leży w strefie klimatu kontynentalnego, z gorącym latem, należącego według klasyfikacji Köppena do strefy Dfa. Średnia temperatura roczna wynosi 9,4°C, a opady 960,1 mm (w tym do 67,3 cm opadów śniegu). Średnia temperatura najcieplejszego miesiąca - lipca wynosi 21,7°C, najzimniejszego - stycznia -4,1°C, podczas gdy rekordowe temperatury wynoszą odpowiednio 38,9°C i -34,4°C.